# Exelastis atomosa
Exelastis atomosa är en fjärilsart som beskrevs av Walsingham 1886. Exelastis atomosa ingår i släktet Exelastis och familjen fjädermott. Inga underarter finns listade i Catalogue of Life.